# 홍지연 (배구 선수)
홍지연(洪知然, Hong Ji-Yeon, 1970년 9월 8일 ~ )는 대한민국의 전 배구 선수이다. 현재 추계초등학교 배구 감독이다.

## 선수 경력
1988년 호남정유에 입단해 대통령배 신인상을 수상하였다. 1990-1991시즌부터 1998-1999시즌 까지 슈퍼리그 9연패에 공헌하였다.

## 학력
- 일신여자상업고등학교
- 한국체육대학교

## 이력
- 1988년 ~ 2000년 호남 정유 여자배구단
- 추계초등학교 배구부 감독

## 수상 경력
- 1994년 히로시마 아시안 게임 여자배구 금메달
- 1998년 방콕 아시안 게임 여자배구 은메달
- 1999년 아시아 선수권 2위
- 슈퍼리그 신인왕 (1988)
- 슈퍼리그 MVP (1993)
- 슈퍼리그 베스트6 (1992, 1993, 1995, 1996, 1997, 1999)
- 슈퍼리그 공격상 (1994)
- 슈퍼리그 서브상 (1996)
- 슈퍼리그 수비상 (2002)